# Нетецкая, Елена Анатольевна
Елена Анатольевна Нетецкая (укр. Нетецька Олена Анатоліївна, род. 27 октября 1972, Макеевка, Донецкая область) — народный депутат Украины V-VII созывов, член Партии регионов.

## Образование
2004 год — Донецкий национальный университет, специальность «правоведение», квалификация «юрист». 2009 год — Донецкий государственный университет, специальность «государственная служба», квалификация магистр

## Трудовая деятельность
1992—1997 гг. — секретарь, инструктор отдела социальной защиты.
В 1997—2001 годах работала инструктором организационного отдела, специалистом отдела по правовой и организационно-массовой работе Советского районного совета народных депутатов города Макеевки. Её восхождению по карьерной лестнице способствовал конкурс красоты. «Это был городской конкурс причесок. Моя подруга, прекрасный стилист, уговорила поучаствовать... Прическа называлась "Ева" — рассказывала Елена. Благодаря конкурсу 19-летняя макеевчанка оказалась на ответственной работе у Василия Джарты.
В 2001—2003 годах работала специалистом и заведующей организационным отделом исполкома Макеевского городского совета.
В 2003—2005 годах заместитель руководителя аппарата Донецкой областной государственной администрации.
2005—2006 годах работала заведующей отделом по координации работы депутатов и общественных приемных управления организационно-партийной работы Центрального аппарата Партии регионов. В
2006—2007 годах — народный депутат Украины V созыва. С марта 2010 по февраль 2011 года — Министр Совета министров Автономной Республики Крым в правительстве В. Г. Джарты.
В 2011—2012 годах — народный депутат Украины VI созыва.
На парламентских выборах 2012 года была избрана депутатом Верховной Рады Украины VII созыва от Партии регионов по одномандатному избирательному округу № 3 (Джанкойский и Красногвардейский районы Крыма), набрав 50,37 % голосов избирателей.
Секретарь Комитета Верховной Рады Украины по вопросам европейской интеграции. Член Специальной контрольной комиссии Верховной Рады Украины по вопросам приватизации.
В 2014 году не поддержала аннексию Крыма Российской Федерацией, продолжив депутатские полномочия до окончания работы Верховной Рады VII созыва в ноябре 2014.